# Борки (заказник)
Бо́рки — ботанічний заказник місцевого значення в Україні. Розташований у межах Мринської сільської громади Ніжинського району Чернігівської області, на північ від села Плоске. 
Площа 192 га. Статус присвоєно згідно з рішенням Чернігівської обласної ради від 11.04.2000 року. Перебуває у віданні ДП «Ніжинське лісове господарство» (Мринське л-во, кв. 62, 65, 66, 73). 
Статус присвоєно для збереження частини лісового масиву з високопродуктивними насадженнями сосни. У домішку — береза.